# Großpolen

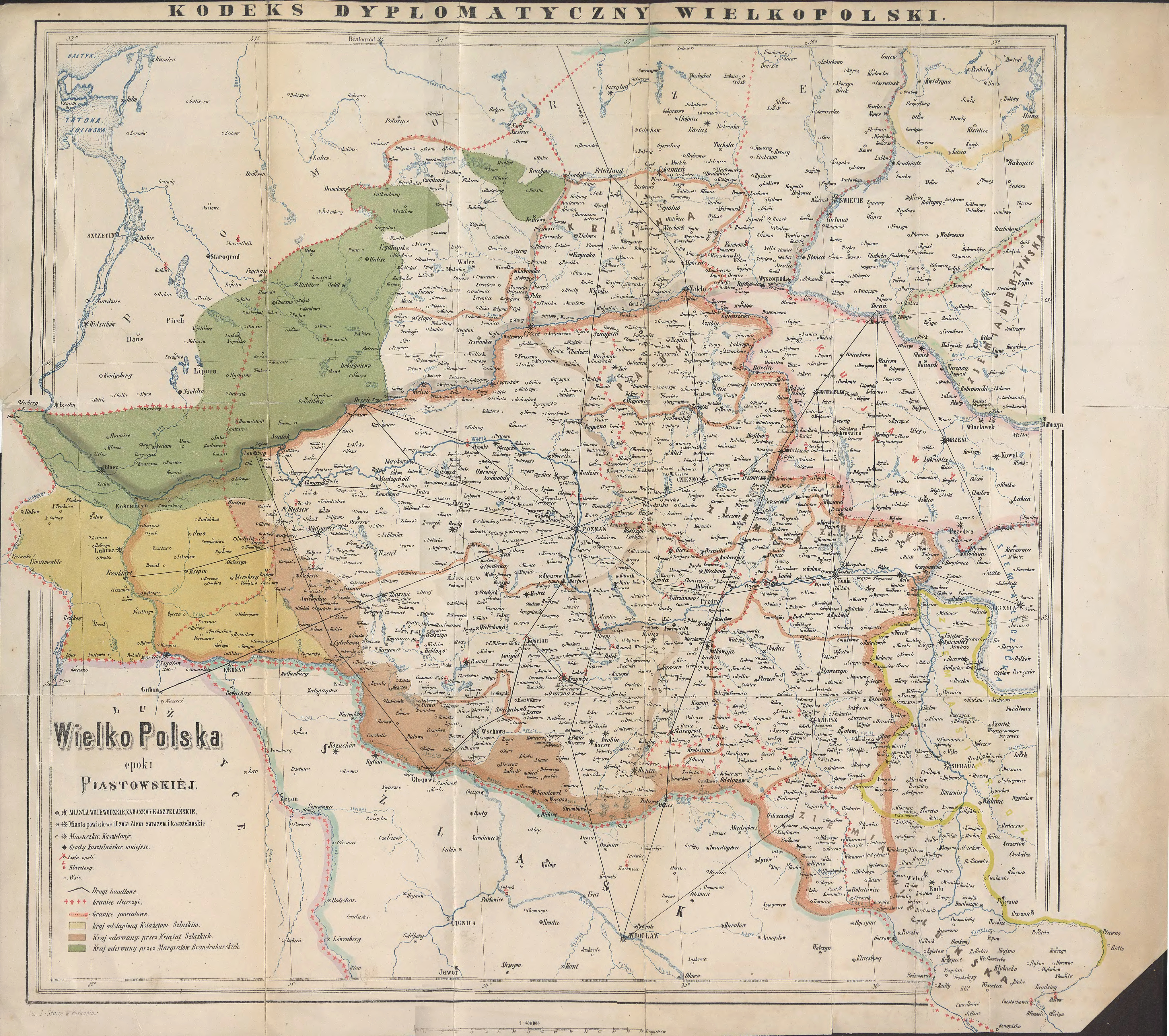
Großpolen im Codex diplomaticus Maioris Poloniae

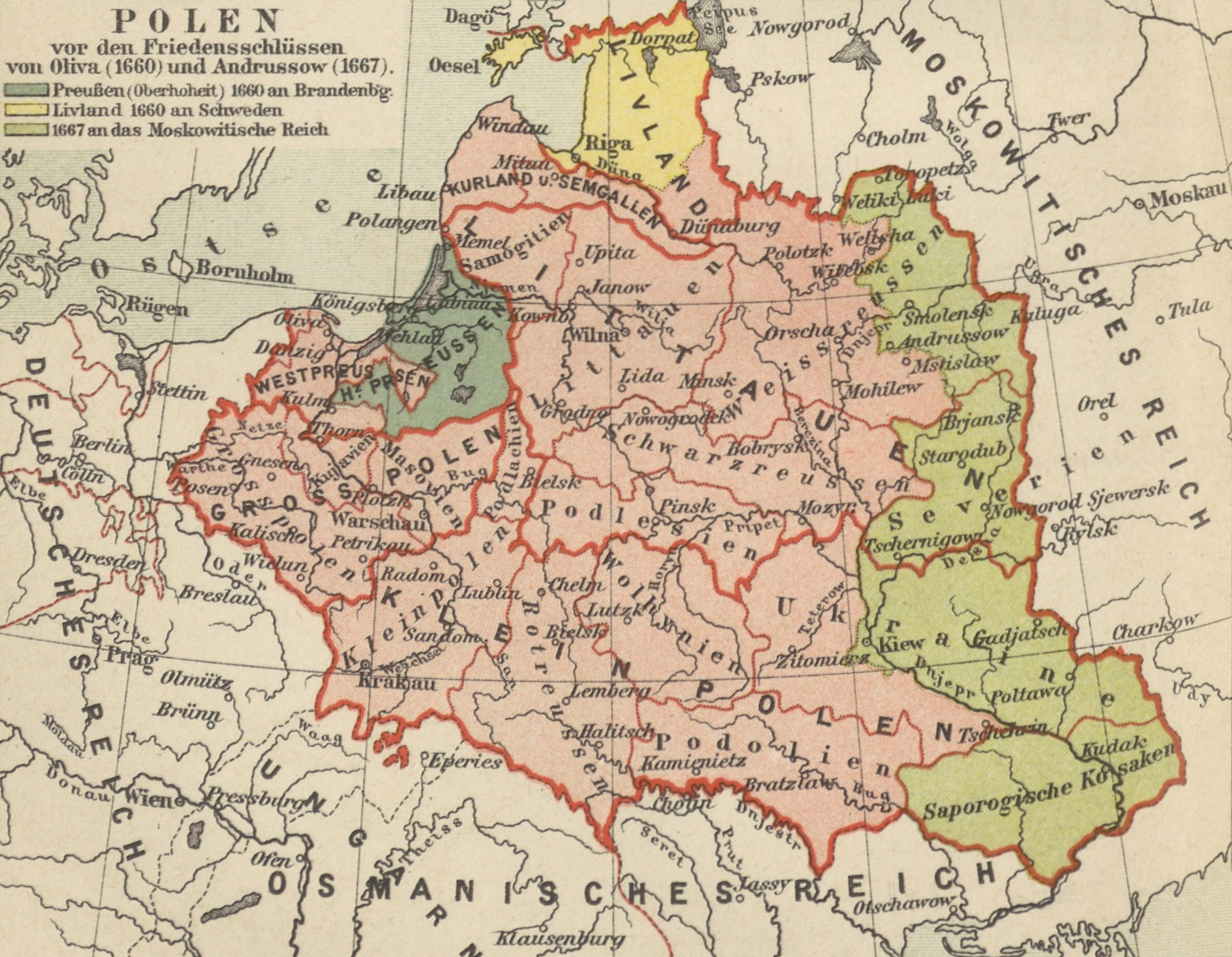
Großpolen als Bestandteil Polens vor 1660

Die Landschaft Großpolen (polnisch Wielkopolska, lateinisch Polonia maior) bildet den historischen Kern Polens und bezeichnet den ältesten Teil Polens um Posen, Gnesen und Kalisch.

## Geschichte
Polonia maior, woraus sich der Begriff Großpolen ableitet, war im 9. und 10. Jahrhundert die Bezeichnung des Siedlungsgebietes der Polanen, des slawischen Stammes, dessen Fürsten, die Piasten, Ende des 10. Jahrhunderts das erste polnische Königreich gründeten und die ersten Könige Polens stellten. Die erste Hauptstadt dieses Königreichs wurde das großpolnische Gnesen.
Nach der Erbteilung des Königreichs Polen 1138 in Teilherzogtümer entstand das Herzogtum Großpolen. Im Jahr 1320 wurde das Herzogtum als feudales Herrschaftsterritorium aufgelöst und in zwei Woiwodschaften eingeteilt: eine mit Sitz in Poznań, die andere in Kalisz (Palatinatus Posnaniensis und Palatinatus Calisiensis). Die Woiwodschaften gehörten ab da zu den wichtigsten Verwaltungsregionen des vereinigten Königreichs Polen.
Nach der Gründung der I. Polnischen Republik im Jahr 1569 wurde eine Großprovinz namens Großpolen geschaffen, die außer der namensgebenden Landschaft auch Masowien umfasste.
Mit der Zweiten Teilung Polens fiel Großpolen 1793 an Preußen und bildete bis zum Frieden von Tilsit 1807 die Provinz Südpreußen. Anschließend war es bis 1815 Teil des napoleonischen Satellitenstaats Herzogtum Warschau. Der  Wiener Kongress schlug bei dessen Auflösung Großpolen als Großherzogtum Posen Preußen zu. Aus dem südlichen Teil, dem vormaligen Westgalizien, sowie dem Rest bildete er das Königreich Polen, einen formal autonomen Teil des Russischen Kaiserreichs.
Nach dem Posener Aufstand 1918–1919 und dem Versailler Vertrag, der die Einrichtung des Polnischen Korridors auf deutschem Territorium bestimmte,   gehörte Großpolen zur Zweiten Polnischen Republik, bis der sogenannte Blitzkrieg gegen Polen die  Befreiung des Korridor-Gebiets erzwang und die Deutsche Besetzung Polens 1939–1945 einleitete. Im Oktober 1939 wurde der Militärbezirk Posen vom Deutschen Reich annektiert, und zwar in seinen bisherigen Grenzen als Reichsgau Posen mit Verwaltungssitz in Posen, der im Januar 1940 in Reichsgau Wartheland umbenannt wurde. Im Januar 1945 im Rahmen der Weichsel-Oder-Operation von der Roten Armee befreit, wurde Großpolen Bestandteil der Volksrepublik Polen, der Vorgängerin der heutigen Dritten Polnischen Republik.

## Name und Bedeutung
Die deutsche Bezeichnung „Großpolen“ ist etwas irreführend, da sie ein großes, alle polnischen Siedlungsgebiete umfassendes Gebiet im Sinne des Irredentismus suggeriert (vgl. Großserbien, Großdeutschland). Dabei ist die Region im Vergleich zu anderen polnischen Landesteilen eher mittelgroß, etwa im Vergleich mit Kleinpolen, das zumindest in früherer Zeit ein viel größeres Gebiet umfasste. Tatsächlich haben die im 11. Jahrhundert in der polnischen lateinischen Kanzleisprache aufgekommenen Bezeichnungen Polonia maior und Polonia minor – die später mit Wielkopolska und Małopolska („Großpolen“ und „Kleinpolen“) übersetzt wurden – nichts mit territorialer Ausdehnung zu tun. Gemeint war vielmehr eine Unterscheidung zwischen maior und minor im Sinne von „älter“ und „jünger“, denn Polonia minor (eigentlich „Jungpolen“) um Kraków (Krakau) wurde erst Ende des 10. Jahrhunderts an das polnische Königreich angeschlossen, das zuvor eben nur Polonia maior („Altpolen“) um Gniezno (Gnesen) umfasst hatte.

## Geographie
Großpolen umfasst die heutige Woiwodschaft Großpolen sowie den südlichen Teil (Kujawien) der Woiwodschaft Kujawien-Pommern und den östlichen Streifen der Woiwodschaft Lebus. In Großpolen befanden sich mit Gniezno (Gnesen) und Poznań (Posen) die beiden frühesten Hauptstädte des Landes, bis 1038 unter Kasimir I. dem Erneuerer Kraków (Krakau) die Hauptstadt Polens wurde.

## Gegenwart
Heute bildet Großpolen zusammen mit Masowien die zentral gelegenen Landesteile, durch die die wichtigen Verkehrsachsen in Ost-West-Richtung verlaufen. Wichtigste Flüsse sind die Oder (Odra), die Warthe (Warta) und die Weichsel (Wisła), wichtigste Städte sind neben Poznań (Posen) und Gniezno (Gnesen) auch Kalisz (Kalisch) und Leszno (Lissa).